# Simhamukha

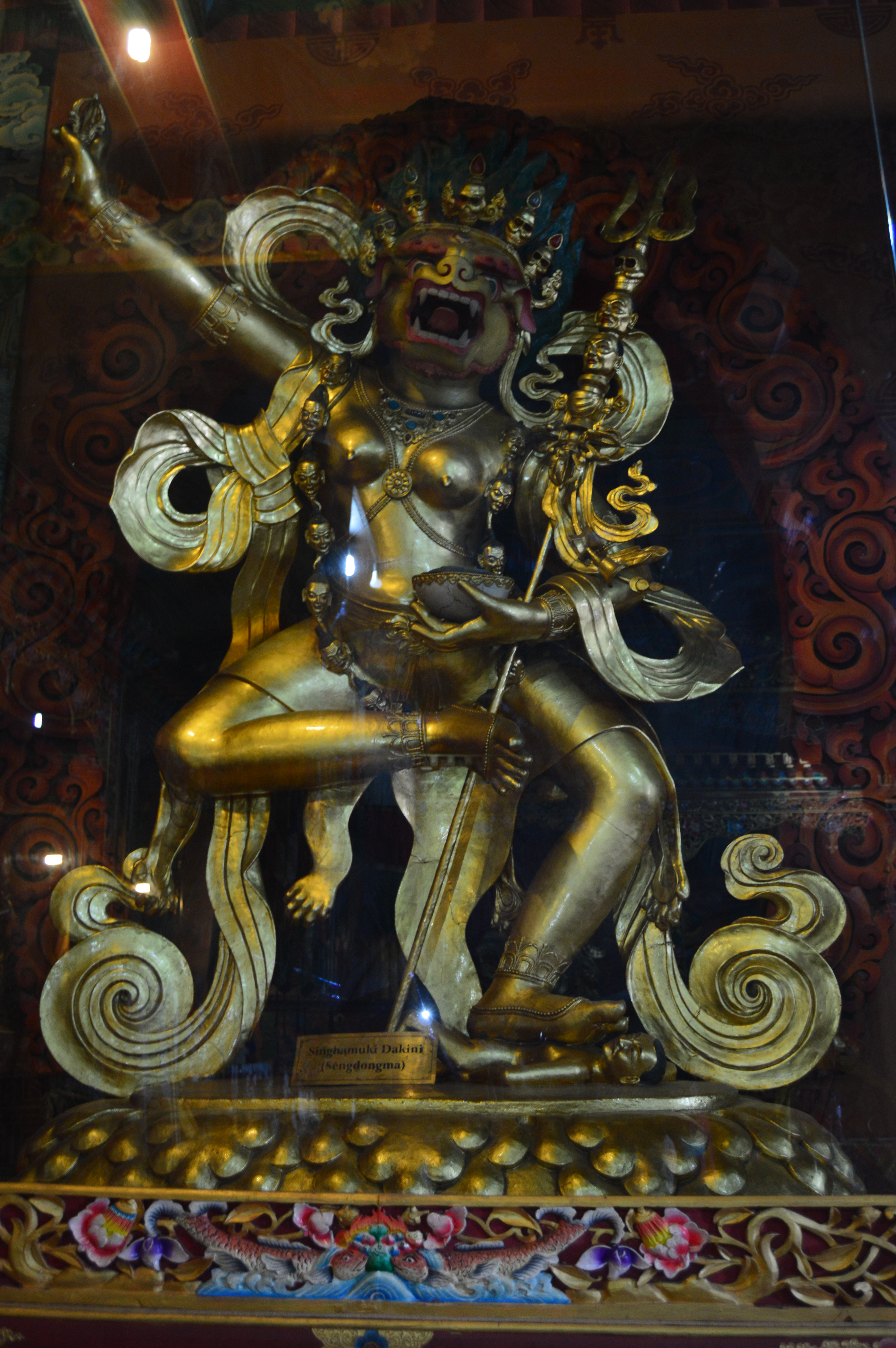
Estàtua de Singhamukha al monestir de Guru Lhakhang a Katmandú

Simhamukha o Senge Dongma (en sànscrit: सिंहमुख, IAST: Siṃhamukhā, en tibetà: sen-ge’i gdong ma) és una dea tàntrica del budisme tibetà amb cara de lleona i cos de dona. És coneguda també com la «Dakini amb rostre de lleó».
Té la boca oberta rugint, que simbolitza la fúria indòmita i el riure joiós. En general tot el cos apareix blau, tot i que a vegades té el cap blanc.
Se la considera una deïtat apotropaica capaç d'eliminar obstacles i forces negatives amb què s'enfronta el creixement espiritual, i protegeix al practicant d'atacs físics i energies que bandejat al seu lloc d'origen. Dins els obstacles es considera en particular la contaminació ambiental i els problemes emocionals i de salut associats.

## Etimologia
La paraula en sànscrit Simhamukha significa 'rostre de lleó':
- Simha (en sànscrit: सिंह, IAST: Siṃha), que significa 'lleó'.[6]
- Mukha (en sànscrit: मुख, IAST: Bandha), que significa 'rostre'.[7]

## Origen
Segons una terma (en tibetà: gong ter, 'un tresor de la ment') de l'escola Nyingma, Senge Dongma és una manifestació de Padmasambhava, una forma espiritual secreta de Guru Rinpoche concreta per a eliminar obstacles espirituals i negativitat. Els adeptes veuen a Padmasambhava com Sinhamukha en les pràctiques meditatives. S'atribueix a Tertön Sogyal el descobriment i transcripció de la terma que aparegué en una remota ermita.

## Simhamukha mudra

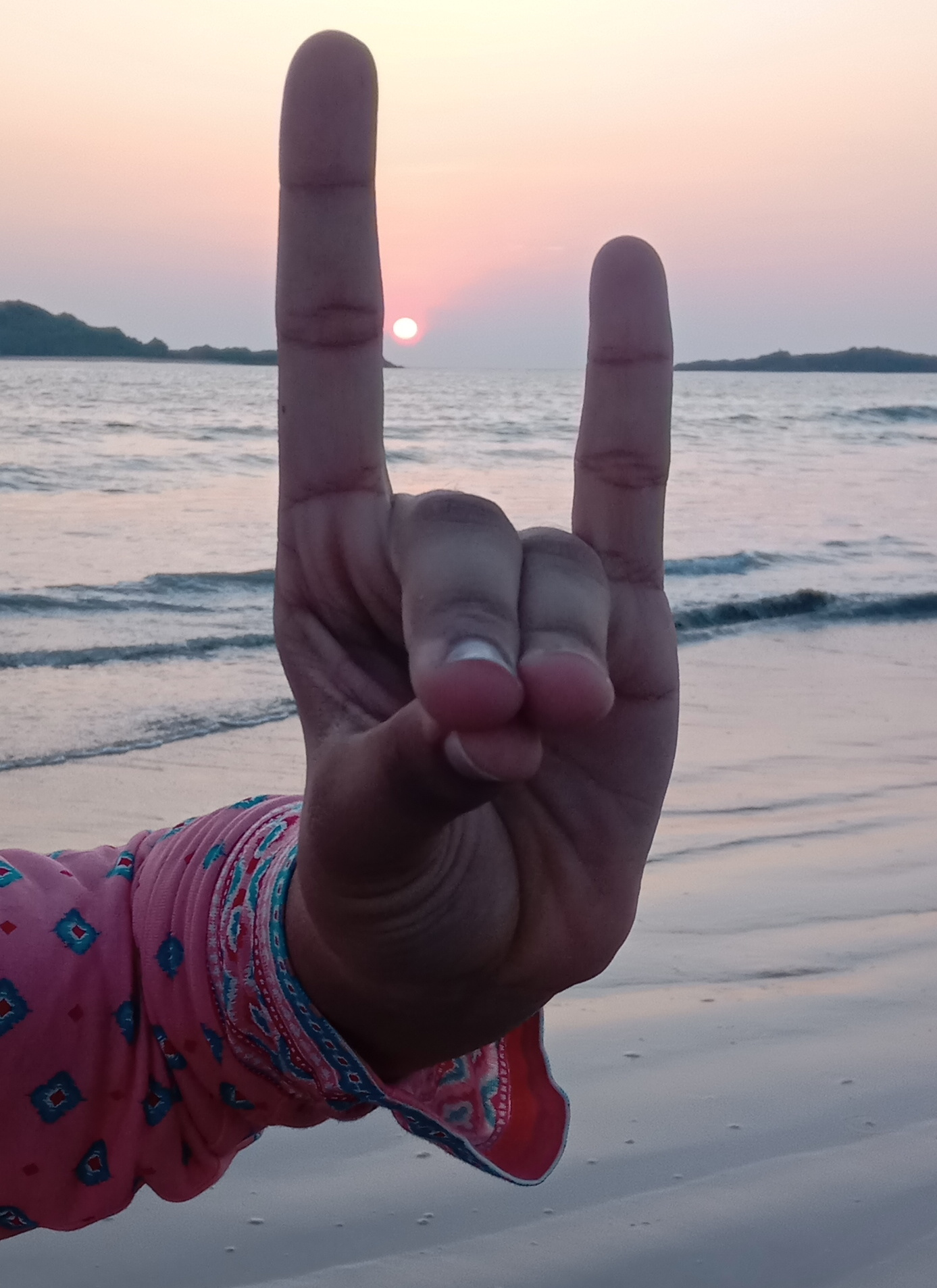
Siṃhamukhāmudrā simbolitza coratge en la dansa Bharatanatyam

El Simhamukha mudra o Simhamukha Hasta és un mudra en què el dit polze es pressiona amb els dits del cor i anular mentre els dits índex i menovell són drets i cap amunt. És un mudra utilitzat en la dansa Bharatanatyam, una dansa clàssica índia. En aquesta dansa, el Siṃhamukhāmudrā simbolitza coratge.